# 雄鎮蠻煙碑
雄鎮蠻煙碑，位於新北市貢寮區草嶺古道內，為清台灣鎮總兵劉明燈於穆宗同治六年（1867年）冬所題。於1985年8月19日公告為國家三級古蹟，現為新北市市定古蹟。

## 規格
「雄鎮蠻煙」四字，字長320公分，高116公分，每字寬55公分、高70公分，字體屬於行楷書碑。工匠特地把它雕成一塊匾額的樣子，並以溝紋為框，可讓雨水順溝紋流向下方，使字面不受到損壞。

## 碑文
同治六年冬月

雄鎮蠻煙

欽命提督軍門鎮守臺澎掛印

總鎮斐凌阿巴圖魯劉明燈書

## 傳說
相傳當年劉明燈北巡噶瑪蘭，於草嶺古道山腰，遇到大霧瀰漫、難辨方向，並聽說當地常起蠻煙瘴霧，危害過往商旅，劉明燈乃就地題字勒碑，以鎮壓山魔。
有首詩描述雄鎮蠻煙碑：

雄危聳旁其卯星，

鎮迫龍更抱心胸，

蠻氣霏霏龍吸雨，

煙兌亨亨虎吞風。